# Steve Hooi
Pour les articles homonymes, voir Hooi.
 (février 2019).
Si vous disposez d'ouvrages ou d'articles de référence ou si vous connaissez des sites web de qualité traitant du thème abordé ici, merci de compléter l'article en donnant les références utiles à sa vérifiabilité et en les liant à la section « Notes et références ».
Steve Hooi, né le 20 mai 1979 aux Pays-Bas,, est un acteur néerlandais.

## Filmographie

### Cinéma et téléfilms
- 2003 : Boy Ecury (nl) : Ecury, le garçon
- 2004 : Cool! (nl) : Simon
- 2004 : 06/05 (nl) : Ronald
- 2005 : Het ravijn (nl) : L'infirmier
- 2006 : Van Speijk : John
- 2006 : Sl8n8 (nl) : Ruud
- 2007 : Moordwijven (nl) : L'agent de sécurité
- 2008-2010 : Deadline (nl) : Edwin Daal
- 2009 : Johnny Bingo : Marvin
- 2011 : Van God Los (nl) : Charlie
- 2012 : Lijn 32 (nl) : Stanley Pinedo
- 2012 : De Overloper (nl) : Robert
- 2014 : Celblok H (nl) : Colin
- 2017 : Klem (nl) : Le rechercher
- 2018 : LOIS (nl) : Silvan